# 신드라몬
신드라몬(영어: SINDURAMON, 일본어: シンドゥーラモン)은 디지몬 시리즈에서 등장하는 캐릭터(몬스터)이다.

## 소개
데바 중 한명으로, 닭의 형태를 한 디지몬이다.